# 腺毛播娘蒿
腺毛播娘蒿（学名：Descurainia sophioides）为十字花科播娘蒿属下的一个种，分布於加拿大、阿拉斯加與俄羅斯西伯利亞和遠東地區海拔0—1000公尺處，於六月至九月開花，是一年生或二年生的草本植物。本種最早於1830年由俄羅斯植物學家弗里德里希·恩斯特·路德維希·馮·費歇爾描述，並由英國植物學家威廉·杰克逊·胡克發表，當時被歸入大蒜芥屬中，學名為Sisymbrium sophioides，1924年德國植物學家欧根·舒尔茨將本種改歸入播娘蒿属。
《中國植物志》曾記載本屬有兩種分布於中國，即本種與播娘蒿，但本種在中國的觀察紀錄應為後者被誤認的結果。